# Lorquin
Lorquin település Franciaországban, Moselle megyében. Lakosainak száma 1134 fő (2022. január 1.). Lorquin Xouaxange, Aspach, Fraquelfing, Hermelange, Landange, Laneuveville-lès-Lorquin, Métairies-Saint-Quirin, Neufmoulins és Nitting községekkel határos.

## Népesség
A település népességének változása:
| Lakosok száma | 2073 | 1479 | 1350 | 1199 | 1212 | 1161 | 1151 | 1147 | 1144 | 1134 |
|               | 1968 | 1982 | 1990 | 2006 | 2013 | 2015 | 2017 | 2019 | 2020 | 2022 |